# Human: Fall Flat
Human: Fall Flat – gra platformowa stworzona przez Tomasa Sakalauskasa i wydana przez firmę Curve Digital 22 lipca 2016 roku. Gracz steruje postacią Boba, którego celem jest znalezienie wyjścia na każdym poziomie.
W 2023 roku podczas konferencji Devolver Direct 2023 zapowiedziano kontynuację Human: Fall Flat 2.

## Rozgrywka
Human: Fall Flat to gra platformowa, w której gracz steruje postacią Boba widoczną z perspektywy trzeciej osoby. Gra składa się z niezależnych poziomów, a głównym celem jest znalezienie wyjścia. Rozgrywka opiera się na zasadach fizyki; postać może podnosić przedmioty i wspinać się używając swoich rąk. Lewa i prawa ręka postaci są niezależne i sterowane za pomocą osobnych klawiszy. Każdy z poziomów został zaprojektowany tak, aby można go było przejść na różne sposoby.

## Odbiór
Gra zebrała mieszane recenzje w mediach branżowych. W 2018 roku podano informację o sprzedaży 18 milionów egzemplarzy gry. Według danych na 2023 rok sprzedano ponad 40 milionów egzemplarzy.
Recenzenci często komentowali mechanikę gry i sterowanie postacią. Dan Stapleton z portalu IGN porównał grę do Octodad: Dadliest Catch i Surgeon Simulator 2013. Stwierdził, że sterowanie jest specjalnie trudne, tak aby przechodzenie gry przypominało film z gatunku slapstick. Gracz może mieć problem z wykonaniem prostej czynności takiej jak pchanie obiektów czy podciąganie się. Zack Furniss pisząc dla serwisu Destructoid zauważył, że poziomy można przejść na różne sposoby, za przykład podając katapultę, którą można wystrzelić kamienie, ale także samego siebie.
Część komentatorów odniosła się do oprawy graficznej. Stapleton określił mapy jako pozbawione tekstur co daje efekt projektu w trakcie budowy. Jednocześnie zauważył, że brak detali na mapie sprawia, że całość wygląda lepiej, a także pomaga w wykrywaniu kolizji przy wykonywaniu zagadek. Simon Fitzgerald z Push Square ocenił projekt lokacji jako minimalistyczny. Mała ilość detali i obiektów powoduje uczucie, że czegoś tu brakuje.